# Том Линч (фудбал)
Томас Линч је био амерички фудбалски везни играч који је био члан репрезентације САД на Светском првенству у фудбалу 1934. године. Рођен је у Фол Риверу, у Масачусетсу.
Линч је 1934. године позван у репрезентацију САД за Светско првенство у фудбалу 1934. године. Међутим, није учествовао у јединој утакмици турнира против САД, коју је изгубио од каснијег шампиона Италије резултатом 7 : 1.
Линч је професионално играо у Америчкој фудбалској лиги, а током Светског првенства био је на листи играча Бруклин Селтика. Године 1935, био је са њујоршким Американцима.
Линч је преминуо.